# Spójnia Kutno
Spójnia Kutno, pełna nazwa Związkowy Klub Sportowy „Spójnia” Kutno – klub sportowy z siedzibą w Kutnie. Założony został 25 marca 1949 roku z połączenia Gimnazjalnego Klubu Sportowego „VIS" Kutno oraz Klubu Sportowego Związku Młodzieży Polskiej „Kutnowianka”. W 1954 roku ZKS „Spójnia” Kutno połączył się z ZKS „Budowlani” wspólnie tworząc ZKS Budowlani-Kutnowianka Kutno.
„Spójnia” posiadała sekcje: piłki nożnej, lekkiej atletyki, boksu, tenisa stołowego, koszykówki męskiej oraz siatkówki męskiej i żeńskiej. Sportowcy „Spójni” oprócz startowania w rozgrywkach okręgowych związków poszczególnych dyscyplin brali udział także w mistrzostwach wojewódzkich i ogólnopolskich federacji Zrzeszenia Sportowego „Spójnia”, którego byli częścią.